# Мидлвил (Мичиген)
Мидлвил (енгл. Middleville) град је у америчкој савезној држави Мичиген.

## Демографија
По попису из 2010. године број становника је 3.319, што је 598 (22,0%) становника више него 2000. године.
| Група             | 2000.         | 2010.         |
| Белци             | 2.587 (95,1%) | 3.066 (92,4%) |
| Афроамериканци    | 5 (0,2%)      | 6 (0,2%)      |
| Азијати           | 20 (0,7%)     | 22 (0,7%)     |
| Хиспаноамериканци | 59 (2,2%)     | 147 (4,4%)    |
| Укупно            | 2.721         | 3.319         |